# L'Hereu Escampa
L'Hereu Escampa és un grup de música punk de Manlleu format l'any 2011 per Carles Generó (guitarra i veus) i en Guillem Colomer (bateria i veus). Anteriorment els seus membres ja havien participat en altres grups de la plana de Vic com Woses, Desperdicios o Turnstile, i han sigut comparats amb grups com Japandroids. La banda està inactiva des de l'estiu del 2023.
L'origen del seu nom sempre ha estat tema de gran interès. Tot i que alguns mitjans han dit que prenen el seu nom d'un capítol de la sèrie de Televisió de Catalunya La memòria dels Cargols i d'un text de Josep Pla, el mateix grup va aclariment a les seves xarxes socials el següent:
| « | Volíem fer un petit aclariment. El nom de L'Hereu Escampa, per més que Google i la Viquipèdia ens remeti a La memòria dels Cargols i a Josep Pla, el prenem d'una dita popular escoltada a casa: de les àvies, dels avis, de les mares i dels pares, en el fons el patrimoni oral en el que hem crescut i que volem també mantenir viu. | » |

## Discografia
- Futur ancestral (Hidden Track / Beautyfool Records, 2022)[6]
- Pren la matinada (Famèlic, 2017)
- Cor Agre (senzill, Famèlic, 2017)
- L'esclafit (senzill, Famèlic, 2015)
- Llamp de Déu (Famèlic, 2013)
- Split w/ Hop (2013) Famèlic
- s/t (2011)